# Żabia Czuba

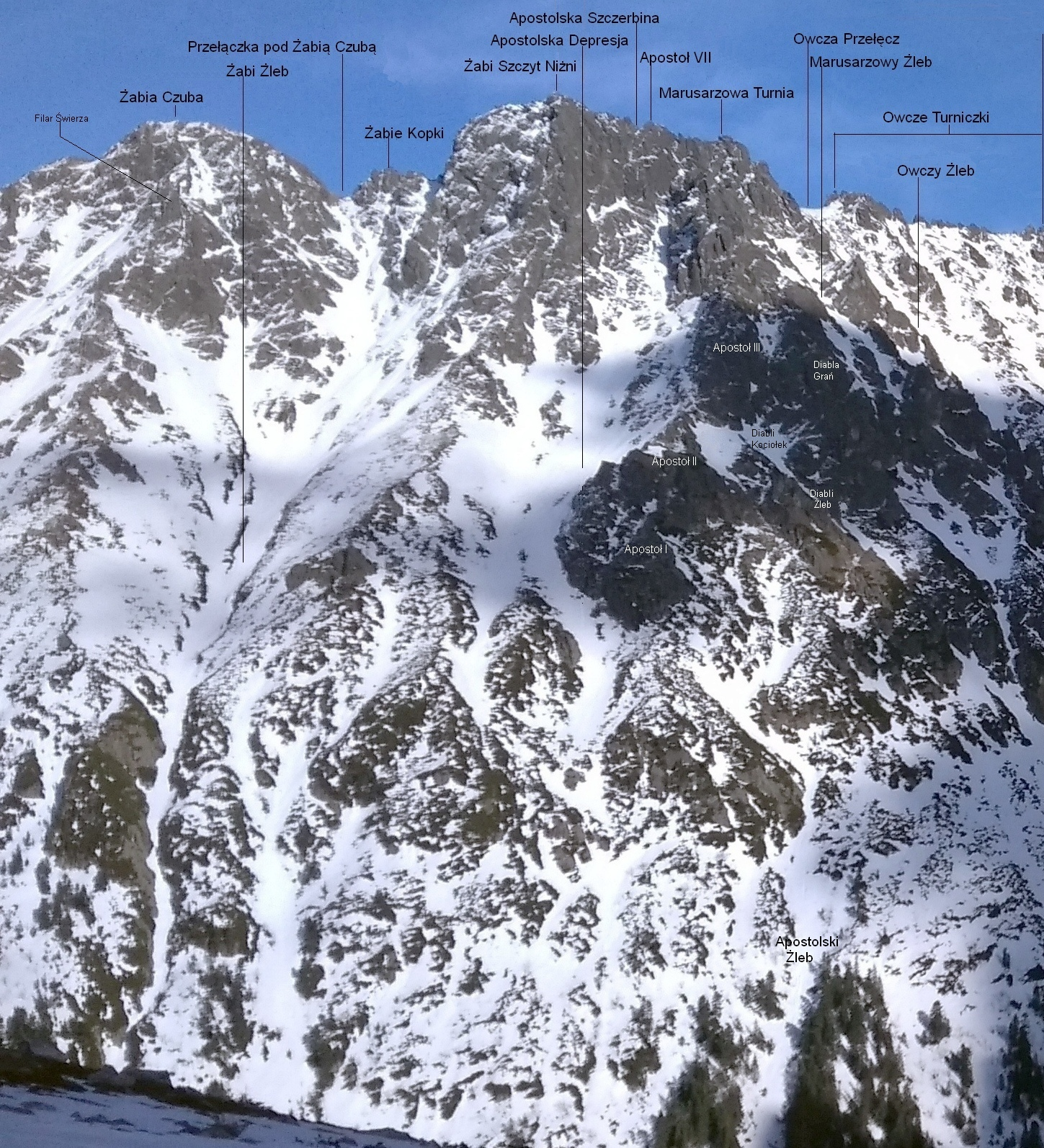

Żabia Czuba (niem. Froschkopf, słow. Žabia kopa, węg. Szélső-Békás-csúcs), 2080 m) – kopulasty szczyt w odchodzącej od Żabiego Szczytu Niżniego w kierunku północnym Żabiej Grani. Od położonych na południe Żabich Kopek oddziela go Przełączka pod Żabią Czubą (2031 m), od położonych na północ Siedmiu Granatów płytko wcięty Żabi Przechód Białczański (ok. 1915 m).
Początkowo kulminacja nazywana była Czubą, nazwa Żabia Czuba została wprowadzona dopiero w 1935 r. przez taterników (dla rozróżnienia szczytów o podobnej nazwie dodano człon Żabia, wskazując jej miejsce położenia – jako Żabie określano Żabią Grań wraz z okolicznymi zboczami).
Z rzadkich w Polsce gatunków roślin stwierdzono na Żabiej Czubie występowanie ukwapu karpackiego.

## Topografia
Szczyt Żabiej Czuby to pozioma grań o długości około 80 m. Najwyższe miejsce grani znajduje się na jej północnym końcu. Są tu resztki starej wieży triangulacyjnej. Zbocza zachodnie opadają do Morskiego Oka. Ograniczone są z lewej strony (patrząc od dołu) odnogą Dwoistego Żlebu, z prawej Żabim Żlebem. Kolejno od dołu do góry występują w nich piętra roślinności: limbowy las, piętro kosodrzewiny i piętro halne. Najwyższa część to przerośnięte trawkami ściany skalne
Zachodnia ściana ma skomplikowaną budowę i wysokość dochodzącą do 160 m. Wyróżnia się w niej trzy żebra i dwie znajdujące się między nimi depresje. Żebro środkowe stanowi dział wód między Dwoistym i Żabim Żlebem. W jego środkowej części znajdują się dwa krótkie, ale lite i bardzo strome filary, które dawniej budziły szczególne zainteresowanie taterników. Lewy filar zwany Płetwą został zdobyty, prawy filar pozostał dziewiczy. Lewa depresja to odnoga Dwoistego Żlebu. Jej najwyższa część tworzy bardzo typową zacięcie zwane Zacięciem Zaremby. Zacięciem tym, a także lewym i prawym żebrem również prowadziły drogi wspinaczkowe. Opisuje je Władysław Cywiński w 7 tomie przewodnika Tatry. Grań Żabiego.
Do Doliny Żabiej Białczańskiej z Żabiej Czuby opadają ścianki o wysokości dochodzącej do 60 m. Ograniczone są żlebem spadającym z Przełączki pod Żabią Czubą i żebrem Żabiego Przechodu Białczańskiego. Poniżej tych ścianek jest łatwy do przejścia trawiasto-kosówkowo-piarżysty stok opadający ku zachodniemu brzegowi Wyżniego Żabiego Stawu Białczańskiego. Na północny wschód z Zabiej Czuby opada skalisto-trawiasta grzęda podcięta urwistą ścianą Żabiej Kazalnicy.

## Taternictwo
Żabia Czuba i pobliski Żabi Szczyt Niżni znane były od dawna juhasom i prowadzącym pomiary kartograficzne. Szczyt jest najłatwiej dostępny podejściem od Przełączki pod Żabią Czubą. Pierwsze odnotowane zimowe wejście turystyczne należy do Andrzeja Krzeptowskiego II, a miało miejsce 23 grudnia 1929 r. Taternicy na zachodniej ścianie poprowadzili kilka dróg wspinaczkowych:
1. Prawym żebrem; II, wariant III w skali tatrzańskiej, czas przejścia 30 min,
2. Prawą depresją zachodniej ściany; III, 30 min,
3. Środkowym żebrem; warianty od ii do IV, 30mni-1 godz.,
4. Lewą depresją; V-, 1 godz. 15 min,
5. Lewym żebrem; IV, 1 godz.,
6. Północną granią z Żabiego Przechodu Białczańskiego; 0, 10 min[2].

Obecnie rejon Żabiej Czuby to zamknięty dla turystów i taterników obszar ochrony ścisłej Tatrzańskiego Parku Narodowego i TANAP-u. Taternictwo uprawiać można na południe od Białczańskiej Przełęczy.